# Whittington (Lancashire)
Whittington – wieś w Anglii, w hrabstwie Lancashire. Leży 41 km na południowy zachód od miasta Manchester i 252 km na północny zachód od Londynu.